# Максакова Аліна Станіславівна
Макса́кова Алі́на Станісла́вівна (нар. 2003, Київ) — українська письменниця, поетеса, член Національної спілки письменників України (з березня 2020 року) та Слов'янської спілки письменників України (з серпня 2020 року).

## Життєпис
Народилася 6 березня 2003 року в місті Київ у родині підприємців. Вже у віці 10 років написала перші вірші, які вийшли друком у періодичному виданні «Малятко». Невдовзі[коли?] вона почала відвідувати літературний гурток Київського палацу дітей та юнацтва, під впливом[джерело?] чого 2017 року створила повість «Володарі Карпат». Твір був нагороджений премією міжнародного літературного конкурсу «Коронація слова» в номінації «Діти дорослим». Два роки потому вийшов друком її історичний роман-епопея «Пантеон Свободи» у двох томах.
2017 року вона взяла участь у всеукраїнському конкурсі есе «Права людини крізь призму сучасності»[джерело?].
У березні 2020 року Максакова Аліна стала наймолодшим в історії членом Національної спілки письменників, а згодом[коли?] і Слов'янської спілки письменників України. Того ж року була зарахована на навчання до Київського національного університету ім. Тараса Шевченка та до Київського університету культури.
У вересні 2020 року написала новелу «Чужинець» з елементами детективу[джерело?].

## Літературна діяльність
- Поеми: «Вісімнадцяте брюмера» (2017), «Земля фараонів» (2017), «Повернення до Франції» (2017), «День Аустерліцу» (2018), «Катові» (2018)
- Вірші: «Золотопад» (2012), «Бувало…» (2015), «Весь світ — округлий м'ячик для биття» (2017), «Схилений світ, повставши з праху…» (2017), «Прекрасний сад» (2018), «Святому Миколаю» (2018), «Ватерлоо» (2019), «На острові Святої Єлени» (2019), «Сон» (2019) й інші[які?]
- Роман-епопея «Пантеон свободи» (перший том виданий 2018 року, а другий — 2019)
- Історична повість «Володарі Карпат» (видання 2017)
- Новела «Чужинець» (видання 2020)

## Нагороди
- Премія міжнародного літературного конкурсу «Коронація слова» (2017)
- Премія міжнародного літературного конкурсу «Коронація слова» (2018)
- Нагорода Київського палацу дітей та юнацтва «Зірка палацу» (2019)